# Oreopanax nymphaeifolius
Oreopanax nymphaeifolius är en araliaväxtart som först beskrevs av Hibberd, och fick sitt nu gällande namn av Joseph Decaisne, Jules Émile Planchon och George Nicholson. Oreopanax nymphaeifolius ingår i släktet Oreopanax och familjen Araliaceae. Inga underarter finns listade.